# Humble (Texas)
Humble is een plaats (city) in de Amerikaanse staat Texas, en valt bestuurlijk gezien onder Harris County.

## Demografie
Bij de volkstelling in 2000 werd het aantal inwoners vastgesteld op 14.579.
In 2006 is het aantal inwoners door het United States Census Bureau geschat op 14.927, een stijging van 348 (2,4%).

## Geografie
Volgens het United States Census Bureau beslaat de plaats een oppervlakte van
25,6 km², geheel bestaande uit land. Humble ligt op ongeveer 20 m boven zeeniveau.

## Plaatsen in de nabije omgeving
De onderstaande figuur toont nabijgelegen plaatsen in een straal van 20 km rond Humble.

## Geboren
- Howard Hughes (1905-1976), piloot, filmproducent, filmregisseur, vliegtuigbouwer, playboy, excentriekeling, filantroop en kluizenaar